# Plaza San Francisco (Chillán)
La Plaza San Francisco o Plaza Pedro Lagos, es un área verde ubicada en el sector de Las Cuatro Avenidas en la ciudad de Chillán, cual está rodeada por las calles Gamero por el norte, Vega de Saldías por el sur, Sargento Aldea por el oriente e Isabel Riquelme por el poniente.
El nombre de la plaza se debe al militar chileno y fundador de la masonería chillaneja, Pedro Lagos Marchant y también a la Iglesia de San Francisco que se ubica en el lado suroriente de la plaza.
Además de la Iglesia de San Francisco, la plaza está rodeada por la Cárcel de Chillán, el Colegio San Buenaventura, comercios de menor tamaño y residencias, de las cuales destaca la formación de un barrio cercano llamado Población Empleados Particulares, cuales resultado de la reconstrucción de Chillán tras el Terremoto de 1939.

## Historia

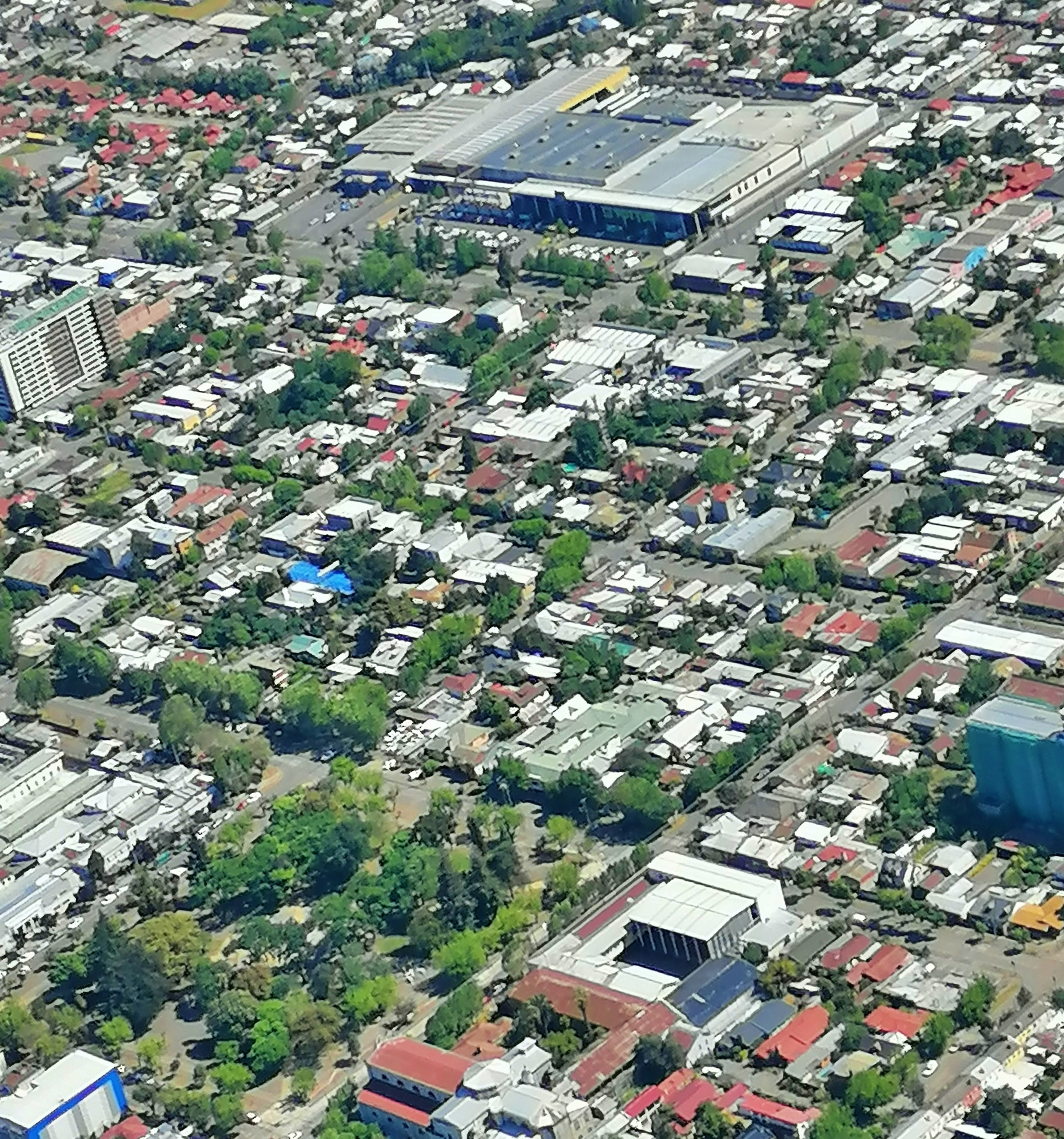
Vista aérea de la plaza, cárcel e iglesia y centro comercial cercano

La configuración de la plaza se llevó a cabo entre los años 1835 y 1839. En 1837, la Iglesia de San Francisco es trasladada desde Chillán Viejo a su actual emplazamiento, frente a esta área verde. Antiguamente poseía una pista de carreras para bicicletas. Actualmente existe un plan de remodelación en la plaza cual incluye un atrio que confluya hacia la Iglesia de San Francisco, cafeterías y zonas de pícnic.